# Path of Independence
Path of Idependence é o sétimo álbum, porém o sexto álbum de estúdio da cantora Ayaka Hirahara. Apesar de seus quatro primeiros singles terem vendido mal, o quinto single vendeu muito bem, o que foi um incentivo para o lançamento do álbum que vendeu tão bem quanto o single (Nocturne ~ Campanula no Koi). Vendeu cerca de 146 580 cópias, rendendo um disco de ouro. Alguns meses após o lançamento do álbum, sai mais um single (Shouto Akane) que vendeu extremamente mal. Possui 14 faixas.

## Faixas
Faixas do álbum Path of Independence:
| N.º | Título                                                   | Letras                      | Música                                 | Duração |  |
| 1.  | "Path of Independence"                                   | aika / Nicolas Farmakalidis | Nicolas Farmakalidis / aika            | 3:54    |  |
| 2.  | "Nocturne (ノクターン)"                                  | Humi Kaoru                  | Frederic Chopin / Shiina Kunihito      | 4:43    |  |
| 3.  | "Hoshi Tsumugi no Uta (星つむぎの歌)"                    | Akira Wakako                | Kazuo Zaitsu                           | 4:59    |  |
| 4.  | "Kodoku no Mukou (孤独の向こう)"                         | Egawa                       | Rio Fujii                              | 4:32    |  |
| 5.  | "Sora ni Namida wo Kaeshitara (空に涙を返したら)"        | Yumi Yoshimoto              | Zaitsu Kazuo / Susumu Nishikawa        | 4:04    |  |
| 6.  | "Sayonara Watashi no Natsu (さよなら私の夏)"             | Yumi Yoshimoto              | Susumu Nishikawa                       | 3:47    |  |
| 7.  | "Ima.Koko.Watashi (今・ここ・私)"                        | Akira Wakako                | Kazuo Zaitsu                           | 5:22    |  |
| 8.  | "Akane (朱音 あかね)"                                    | Tanimura Shinzi             | Rio Fujii                              | 4:25    |  |
| 9.  | "Tenshi no Hashigo (天使の梯子)"                         | Yumi Yoshimoto              | Zaitsu Kazuo / Susumu Nishikawa        | 3:41    |  |
| 10. | "Ichiban Boshi (一番星)"                                 | Ayaka Hirahara              | Ayaka Hirahara                         | 6:36    |  |
| 11. | "Ima, Kaze no Naka de (今、風の中で)"                    | Ayaka Hirahara              | Hisaishi Joe / Ken Shima               | 4:34    |  |
| 12. | "Ame no Sasayaki (雨のささやき)"                         | Ayaka Hirahara              | Ayaka Hirahara / Akira Makoto Miyagawa | 4:36    |  |
| 13. | "Campanula no Koi (カンパニュラの恋) ~Acoustic Version~" | Ayaka Hirahara              | Frederic Chopin / Shiina Kunihito      | 4:42    |  |
| 14. | "To be free"                                             | Gorou Matsui                | Hirokazu Huzii / Ken Shima             | 5:21    |  |